# Thomas Michael Whalen III

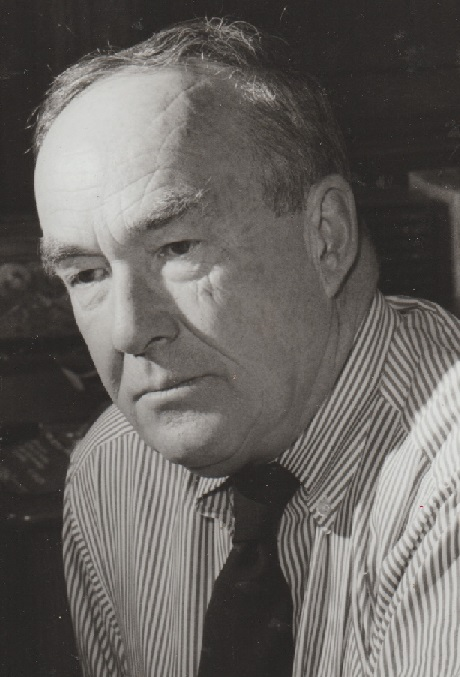
Thomas M. Whalen III (1993)

Thomas Michael Whalen III (* 6. Januar 1934 in Albany, New York; † 4. März 2002 in der Nähe von Feura Bush, Albany County, New York) war ein US-amerikanischer Anwalt und Politiker der Demokratischen Partei. Er war vom 28. Mai 1983 bis zum 31. Dezember 1993 der 73. Bürgermeister von Albany.

## Leben
Thomas Michael Whalen III wurde 1934 in Albany geboren und wuchs in einer katholisch geprägten Familie auf. Er war irischer Abstammung. Er besuchte das Vincentian Institute in Albany und später das Manhattan College, das er 1955 abschloss. Danach studierte Whalen Rechtswissenschaften an der Albany Law School. Nach seinem Abschluss dort arbeitete er als Anwalt für die Kanzlei Cooper, Erving & Savage in Albany. In den 1960er-Jahren trat Whalen in die Demokratische Partei ein. Zwischen 1969 und 1975 war er Stadtrichter in Albany; danach war er unter anderem Vorsitzender im Universitätsrat der State University of New York.
1981 wurde Whalen unter Bürgermeister Erastus Corning Vorsitzender des „Common Council“ der Stadt Albany. Nach dem Tod Cornings am 28. Mai 1983 wurde Whalen gemäß der bei Cornings Wiederwahl getroffenen Vereinbarung neuer Bürgermeister von Albany. In seinem neuen Amt setzte sich Whalen für eine Einrichtung besserer Finanzkontrollen und eine Stärkung der örtlichen Wirtschaft ein, die Stadt hatte in den 1980er-Jahren mit einem starken Bevölkerungsrückgang und einer hohen Anzahl an Arbeitsplatzverlusten zu kämpfen. Im Jahr 1985 wurde Thomas Whalen als Bürgermeister wiedergewählt, eine weitere Wiederwahl erfolgte 1989. 1988 wurde er von der United States Conference of Mayors mit dem Financial Leadership Award ausgezeichnet. Whalen werden eine große Anzahl von Reformen im Stadtrat zugeschrieben, unter anderem eine Reduzierung der politischen Einflussnahme auf die Stadtentwicklung. Am 31. Dezember 1993 trat Whalen als Bürgermeister zurück, er wurde von Gerald Jennings abgelöst. Nach seiner politischen Karriere arbeitete Whalen wieder als Anwalt.
Thomas Whalen war ab 1960 mit Denis Marie O’Connor verheiratet, hatte vier Söhne und eine Tochter. Er starb am 4. März 2002 im Alter von 68 Jahren bei einem Autounfall auf der New York State Route 32 südlich von Albany.